# GAZelle NEXT
Der Kleintransporter GAZelle NEXT (russisch ГАЗель NEXT) wird von der Automobilfabrik Gorkowski Awtomobilny Sawod (GAZ) in Nischni Nowgorod, Russland hergestellt und ist der Nachfolger der GAZelle Business. Die GAZelle NEXT wurde im September 2012 erstmals der Öffentlichkeit vorgestellt. Das Leergewicht wird mit 1990 kg angegeben.
Als Motorisierung steht zunächst nur ein Vierzylinder-Turbodiesel von Cummins aus chinesischer Herstellung zur Verfügung, welcher 120 PS (88 kW) bei 3600/min leistet. Der Verbrauch wird innerorts mit 10,5 l/100 km, außerorts 8,5 l/100 km und kombiniert 9,0 l/100 km angegeben. Der Motor erfüllt die Abgasnorm Euro 4. Die Höchstgeschwindigkeit liegt bei 134 km/h.
Am 10. April 2013 wurde die Serienproduktion des GAZelle NEXT gestartet. Einen Tag später folgte der Verkaufsstart im heimischen Markt.
Der Neupreis des GAZelle NEXT soll in der Basisausstattung 650.000 Rubel betragen.
Seit Ende Mai 2014 ist der GAZelle NEXT auch in den Ländern der Europäischen Union erhältlich. Im September 2014 begann in der Türkei die Vertragsproduktion des GAZelle NEXT in der Fabrik Mersa Otomotiv für den türkischen Markt.
Auch der GAZon NEXT und der schwere Lkw URAL NEXT nutzen das Fahrerhaus des GAZelle NEXT.

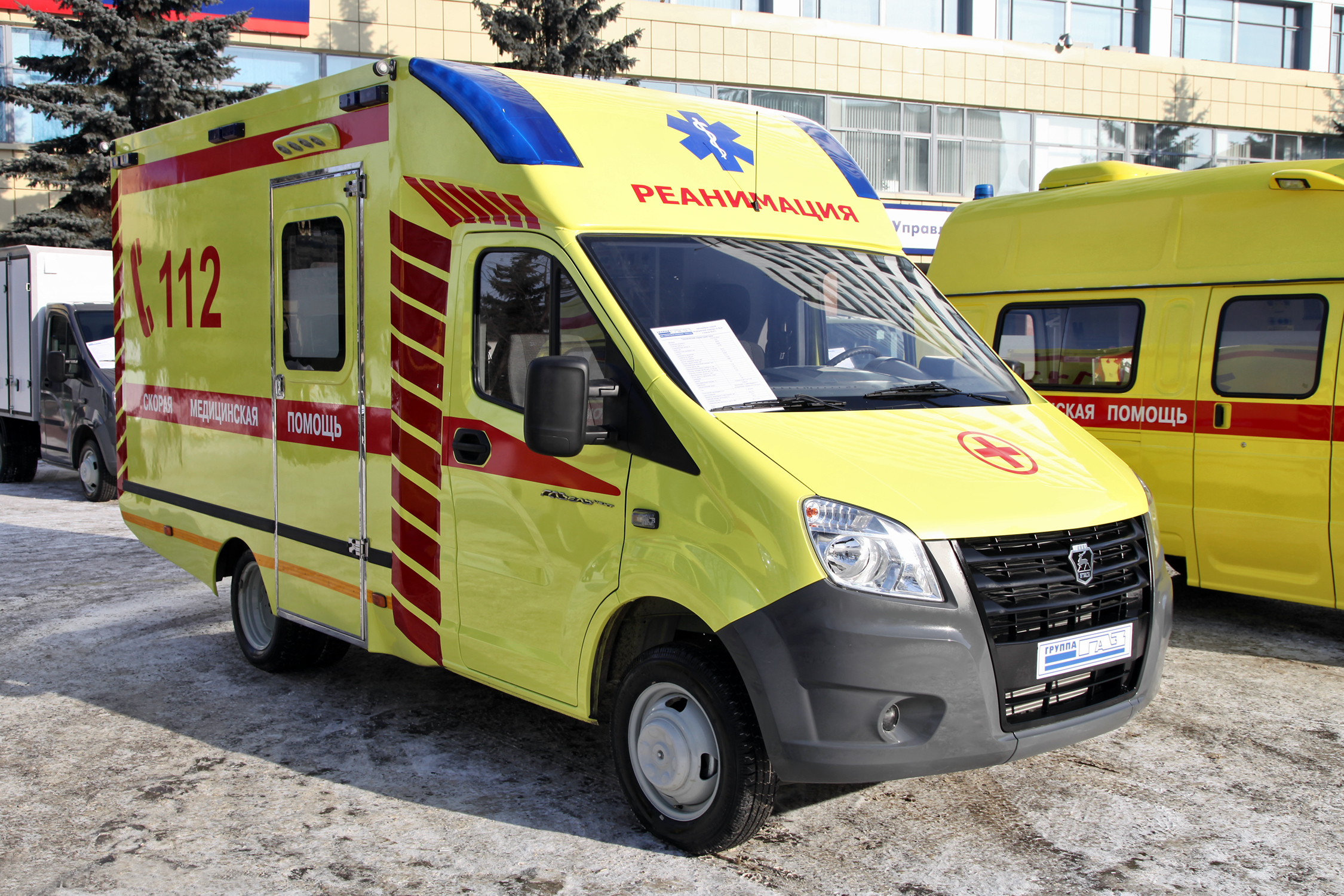
GAZelle NEXT als RTW
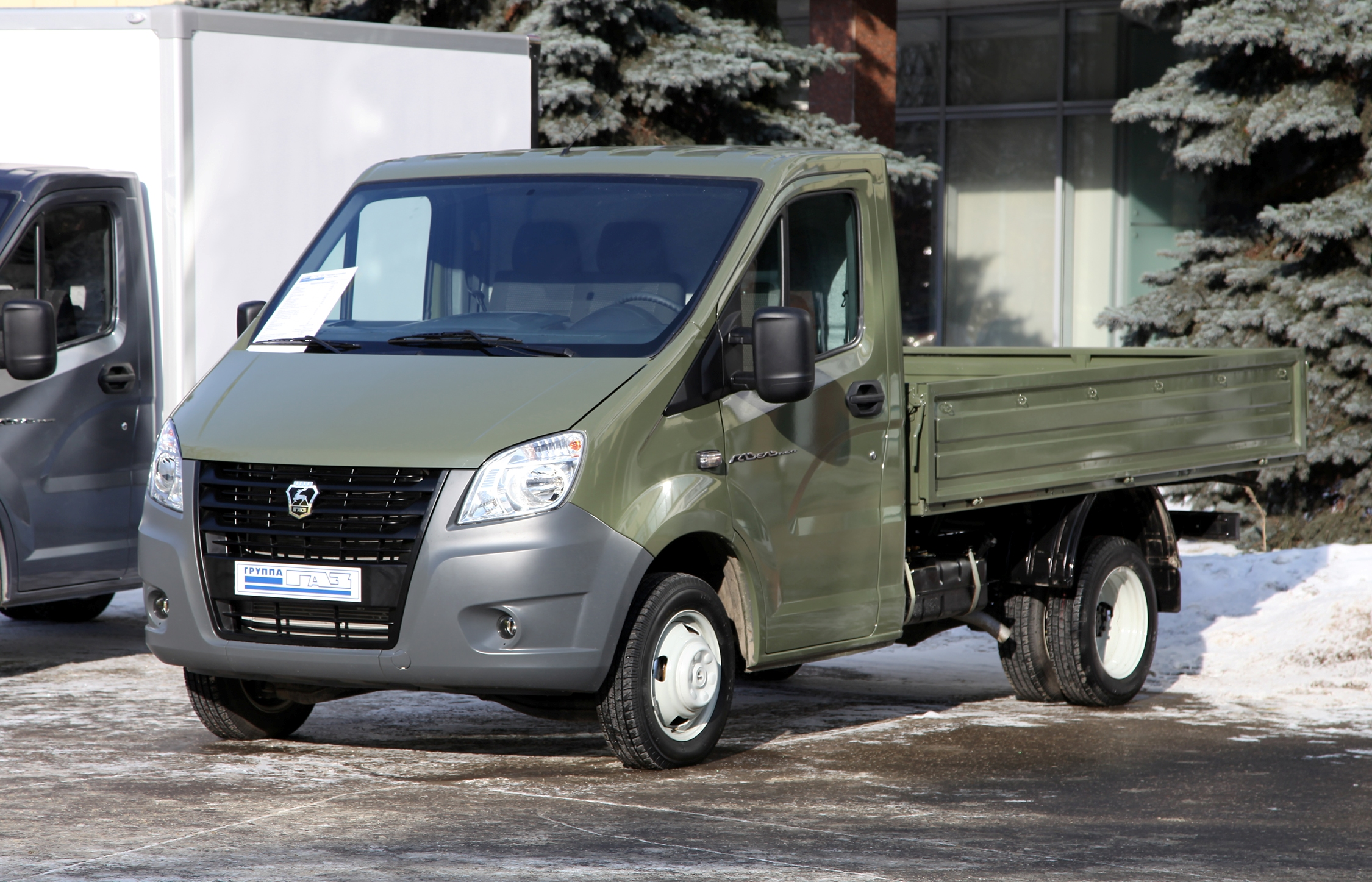
GAZelle NEXT als Pritschenwagen
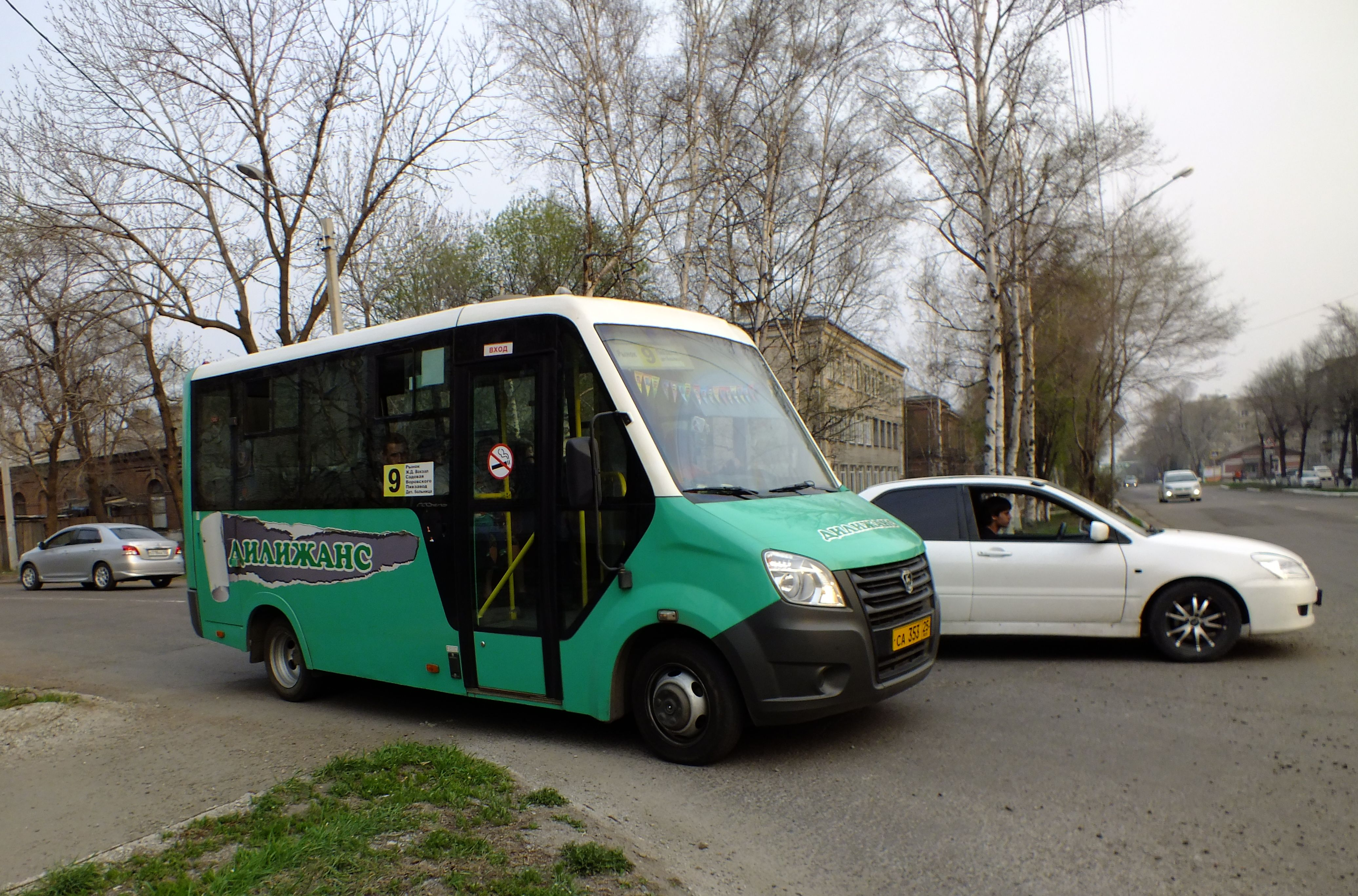
GAZelle NEXT als Marschrutka (Kleinbus-Sammeltaxi)